# Chrysoecia scira
Chrysoecia scira är en fjärilsart som beskrevs av Druce 1889. Chrysoecia scira ingår i släktet Chrysoecia och familjen nattflyn. Inga underarter finns listade i Catalogue of Life.